# 郝运
郝运（1995年6月23日—），中国男子游泳运动员。

## 簡歷
2012年，郝运代表中国出戰英國倫敦舉行的奥林匹克运动会游泳比賽男子400米自由泳及4×200米自由泳接力賽事（季军）。